# خصوبة (طب)

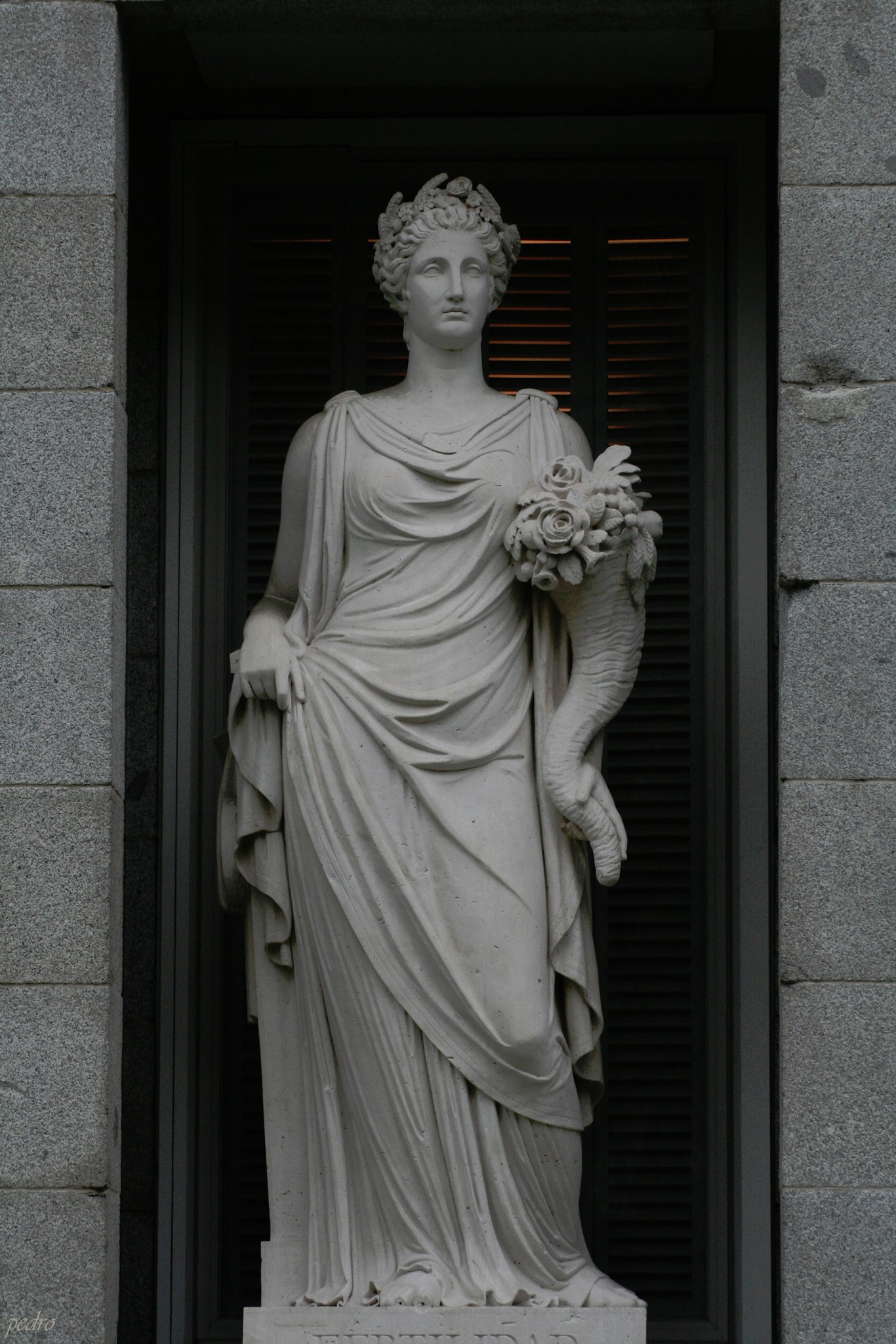

الخصوبة هي القدرة الطبيعية على إنتاج النسل. وكمقياس، فإن «نسبة الخصوبة» هي عدد الأطفال الذين ينجبهم كل زوج أو شخص أو السكان. تختلف الخصوبة عن القدرة على الإخصاب، التي تم تعريفها على أنها إمكانية التكاثر (تتأثر بإنتاج الخلايا التناسلية والحمل لفترة). يسمى نقص القدرة على الإخصاب العقم.

## الخصوبة في الإنسان
تعتمد الخصوبة البشرية على عوامل التغذية والسلوك البشري والثقافة والغريزة وعلم الغدد الصماء والتوقيت والاقتصاد وطريقة الحياة والعواطف.

### خصوبة الإناث
- هي نسبة مخزون المبيض المتعلقة بزيادة العمر. يصف المنحنى النسبة المئوية لمخزون المبيض المتبقي في سنوات العمر من (الولادة حتى 55 عامًا)، اعتمادًا على نموذج أيه دي سي. تؤخذ نسبة 100% على أنها الحد الأقصى لمخزون المبيض، التي تحدث بين فترة تتراوح من 18-22 أسبوعًا بعد الحمل.
- تنطبق النسب المئوية على جميع النساء التي ينخفض عندهم احتياطي المبيض تماشيًا مع نموذجنا (بمعنى، يرتبط سن اليأس المبكر أو المتأخر بالذروة المرتفعة أو المنخفضة لعامل النمو العصبي في السكان، على التوالي).
- تشير تقديراتنا إلى أن 95% من النساء في سن الثلاثين لا يوجد بينهن إلا نسبة 12% من مجموع عامل النمو العصبي قبل الولادة على الحد الأقصى، والنساء في سن الأربعين ليس لديهن إلا نسبة 3%. عند الولادة، تمتلك النساء جميع الجريبات اللازمة لنضوج جريبات المبيض، وتنخفض بثبات حتى سن اليأس."[2]

### خصوبة الرجال
تُظهر الأدلة أن زيادة سن الذكر يرتبط بالانخفاض في حجم السائل المنوي وحراك الحيوانات المنوية وتشكيل الحيوانات المنوية. في الدراسات التي تركز على سن الذكور، وجدت انخفاضات نسبية في المقارنة بين الرجال دون الثلاثين وذويهم فوق الخمسين في نجاح نسبة الحمل بين 23% و38%. أيضاً لوحظ ان من يمارسون الرياضة بشكل دوري يكون عدد الحيوانات المنوية لديهم أعلى من الآخرين .

## روابط خارجية
- العمر وخصوبة الأنثى
- الرياضة تزيد عدد الحيوانات المنوية

## كتابات أخرى
- Fertility treatment and clinics in the UK - HFEA
- Jorge Chavarro (2009) The Fertility Diet: Groundbreaking Research Reveals Natural Ways to Boost Ovulation and Improve Your Chances of Getting Pregnant, McGraw-Hill Professional. ISBN 978-0-07-162710-8
- Bock J (2002). "Introduction: evolutionary theory and the search for a unified theory of fertility" (PDF). Am. J. Hum. Biol. ج. 14 ع. 2: 145–8. DOI:10.1002/ajhb.10039. PMID:11891930. مؤرشف من الأصل (PDF) في 2012-12-22.
- Jones C (مارس 2008). "Ethical and legal conundrums of postmodern procreation". Int J Gynaecol Obstet. ج. 100 ع. 3: 208–10. DOI:10.1016/j.ijgo.2007.09.031. PMID:18062970.

## وصلات خارجية
- United Nations World Population Prospects, the 2008 Revision, Data on fertility trends worldwide